# Bar-Hebraeus
Gregorius Bar-Hebraeus, (Syrisch: ܡܪܝ ܓܪܝܓܪܘܝܘܣ ܒܪ ܥܒܪܝܐ, Mor Gregorios Bar Ebroyo) of Abul-Faraj bin Hārūn al-Malatī (Arabisch: ابو الفرج بن هارون الملطي) (Malatya, 1226 – Maragha (Perzië), 30 juli 1286) was een catholicos van de Syrisch-Orthodoxe Kerk van Antiochië in de 13e eeuw en een van hun grootste geleerden. Zijn naam betekent letterlijk zoon van de Hebreeër. De vader van Bar-Hebraeus was een bekende joodse alchemist.
Hij schreef uitgebreide compilaties van de theologische, filosofische, wetenschappelijke en geschiedkundige werken van zijn Syrisch-Arabische wereld. Hij studeerde onder andere geneeskunde in Antiochië en Tripoli. Omwille van zijn erudiete kennis werd hij gerespecteerd door zowel de Nestoriaanse Kerk als de Armeniërs. Hij werd begraven in het klooster van St. Matay bij Mosoel.

## Werken

#### Encyclopedische en filosofische werken
Hij vertaalde onder andere enkele Arabische werken in het Syrisch en schreef ook enkele verhandelingen in het Arabisch. Zijn grote encyclopedische werk is de Hewath Hechemtho (Butyrum sapientiae, Boter van de wetenschap) en behandelt bijna elke vorm van menselijke kennis. Het handschrift wordt bewaard in Florence, Oxford en Londen. Het is pas recent (2004) dat een groot deel van dit werk is uitgegeven.

#### Bijbelse werken
Zijn belangrijkste werk is de Ausar Roze ('warenhuis vol geheimen'). Het is een commentaar op de volledige Bijbel. Hij gebruikt daarvoor de volgende bronnen; de Peshitta, de Septuagint, de Griekse versies van Symmachus en Aquilla, Armeense en Koptische versies en ten slotte ook Syrische vertalingen, in het bijzonder de Hexapla van Origenes.

#### Historisch werken
Bar Hebraeus schreef een groot historisch werk genaamd de Maktbonuth Zabne, een chronologie waarin hij de geschiedenis sedert de schepping tot in zijn tijd neerschreef.
Het is onderverdeeld in 'Chronicon Syriacum' (politieke geschiedenis) en 'Chronicon Ecclesiasticum' (kerkgeschiedenis). Het behandelt de geschiedenis van de West-Syrische Kerk en de patriarchen van Antiochië. Verder behandelt het ook de Oosterse Kerk, de nestoriaanse patriarchen en de jakobitische mafrianen. De beste editie van het 'Chronicon Ecclesiasticum' is die van Abbeloos en Lamy (3 volumes, Leuven, 1872-77).

#### Theologische werken
Op theologisch gebied was Bar-Hebraeus een miafysiet. Hij beschouwde de nestorianen en andere andersdenkenden echter niet als ketters. Een aantal theologische werken van hem zijn Mnorath Qudshe ('Lamp der heil') en zijn Kthobo dZalge ('Boek der stralen'), die nog niet gepubliceerd zijn.

#### Andere werken
Hij publiceerde over grammaticale onderwerpen onder andere 'Boek van de vonk' uitgegeven door Martin.